# Schiff-Petri-Kanzel

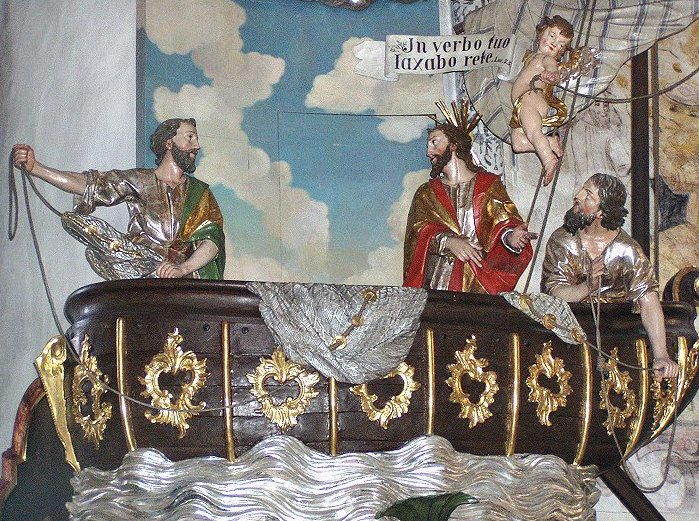
Die Kanzel der Pfarrkirche Fischlham als Schifflein Petri mit lateinischem Spruchband „Auf dein Wort hin werde ich das Netz auswerfen“

Als Schiff-Petri-Kanzel wird in der Bildenden Kunst eine Kanzel – der traditionelle Predigtort einer christlichen Kirche – bezeichnet, die plastisch das Fischerboot des Apostels Petrus darstellt.

## Biblischer Hintergrund
Die Gestaltung bezieht sich auf das Wunder Jesu vom wunderbaren Fischfang (Lk 5,1–11  und Joh 21,3–6 ). Im Boot sind in der Regel Jesus und die Jünger Petrus, Jakobus und Johannes dargestellt. Die von der Kanzel aus gehaltene Predigt wird damit als „Netzauswerfen“ nach dem Vorbild des „Menschenfischers“ Petrus und aller Apostel interpretiert.

## Kirchen
Deutschland
- 1725 Schiffskanzel von Ignaz Hillenbrand in der Klosterkirche Irsee

Österreich
- 1759 Schifflein Petri vom Bildhauer Franz Xaver Leithner und Maler Adam Racher, beide aus Lambach, in der Pfarrkirche Fischlham
- um 1751–1775 Fischerkanzel eines Eggenburger Meisters in der Pfarrkirche Tautendorf
- 1753 Fischerkanzel in der Pfarrkirche Traunkirchen
- 1770 Schiffskanzel von Joachim Ertl aus Lambach in der Pfarrkirche Gaspoltshofen
- 1800 Kanzelkorb mit Relief Petri Fischzug in der Pfarrkirche Apetlon

Polen
- Kanzel der Abtei Tyniec (Rokoko)
- Bożków (Eckersdorf), Pfarrkirche St. Peter und Paul
- Duszniki-Zdrój (Bad Reinerz), Pfarrkirche St. Peter und Paul
- Międzylesie (Mittelwalde), Pfarrkirche Corpus Christi
- Wolibórz (Volpersdorf), Pfarrkirche Jacobus d. Ä.